# جانید
جانید (به انگلیسی: Janid) با نام کامل جانید اورتیز (به انگلیسی: Janid Ortiz) خواننده، بازیگر و مدل آمریکایی است.